# 1183
El 1183 (MCLXXXIII) fou un any comú començat en dissabte del calendari julià.

## Esdeveniments
- Saladí continua la seva campanya i conquereix Síria.
- Sequera a França.

## Necrològiques
- Chrétien de Troyes